# 暴力団組長覚醒剤密輸偽証冤罪事件
暴力団組長覚醒剤密輸偽証冤罪事件は、1980年から1981年にかけて起きた覚醒剤密輸事件である。後に主犯とされた元暴力団組長（金融業）Kが主犯として有罪とされたものの2001年、再審で無罪となった。

## 概要
1981年7月、元暴力団組長Kが傷害罪、覚醒剤取締法違反などで逮捕された。被告は捜査段階から覚醒剤密輸については無罪を主張。しかし、暴力団組長の知り合いと覚醒剤の運び屋の「暴力団組長が主犯の役割を果たした」という証言により検察側は起訴。1982年の福岡地裁の判決では、元暴力団組長は知り合いの自営業者と共謀して1980年、運び屋の男に覚醒剤約3キロを韓国から福岡空港に運ばせて、1981年には約1キロの覚醒剤を運ばせたとされた。他にも2回覚醒剤を密輸させたとされた。また、運び屋の男の1人に対しては傷害を負わせたとして、懲役16年（求刑：無期懲役）の有罪判決が下った。その後、被告は傷害事件以外の判決に対して不服を示し、福岡高裁へと控訴するが判決は変わらなかった。その後、上告して1985年に最高裁で懲役16年の有罪判決が確定した。
被告は服役後も無罪を訴えて弁護団の再審請求の手続きを待たずに弁護側が運び屋から引き出した証言をもとに自力で1986年、1988年と第一次再審請求、第二次再審請求を行うもいずれも「確定判決に合理的な抱かせる証拠とは認められない」とし、退けられた。しかし、1992年9月、証言をした自営業者が病床で弁護団に「自分の刑を軽くするために嘘の証言をした。Kさんは関係ない」と証言。自営業者は6か月後に病死したものの、1993年7月に自営業者の告白テープ、K被告の渡韓記録、国際電話の通話記録、自営業者の韓国に電話したとされる日時にK被告が入院していたというアリバイの成立などを元に、第三次再審請求を行った。検察側は「偽証自白は誘導されたもの、抽象的で信用できない」と主張した。これに対して、弁護側の証人として再審請求審で運び屋が改めて「K被告から暴行を受け、憎しみもあって偽証した」と証言。これらの証拠から福岡地裁刑事三部の沖家暢産裁判長は、1996年4月1日に再審開始の判決を下した。この再審判決の前の数年は重大事件の請求棄却や再審開始決定の取り消しが相次いでいた中での再審開始決定の判決だった。
2001年7月17日に福岡地裁の浜崎裕裁判長は覚醒剤密輸事件について逮捕から約20年ぶりとなる再審無罪判決を下し、傷害罪についてのみ懲役1年6か月の判決を言い渡した。判決では2人の新旧供述の信用性、新たに提出された国際電話の通話記録など客観的な証拠を検討して「旧供述はKさんから密輸を依頼された経緯など重要部分で変移があり、不自然な点が多々ある。新供述はKさんに強要された形跡もなく、信用性を否定しがたい」とし、旧供述の信用性に疑問を呈し、新供述の信用性を認定した。検察はこの判決に対して新たな証拠も見つけられず、福岡地検は控訴を断念、無罪判決が確定した。

## 事件の疑問点
この事件に置いて被告の有罪が1度確定したのは次の2人自白が一致したからである。
- 共犯とされた自営業者の「脅されて密輸した」という証言
- 運び屋の「Kによる犯行」との証言

しかし物証はほとんどなく、K被告も覚醒剤密輸を当初から否定。当初から自営業者らが罪を軽くするために偽証したのではないかという指摘がされていた。運び屋もK被告に傷害を負わされたという事実が有った。しかし、2人供述が一致したことから検察側や裁判長は偽証を見抜けず、有罪判決が確定した。
物証がほとんどなかったため、再審請求に置いて新証拠が出てきて供述の信頼性が揺らぐと再審無罪判決が確定することになった。

## 補足
- 事件において偽証した自営業は1992年に懲役8年に有罪判決が確定、運び屋は懲役2年の有罪判決が確定している。
- 覚醒剤密輸事件で20年かけて無罪を勝ち取ったのは最も長い年月である。
- 犯人の偽証によって無実の人間に罪をかぶせられた例としては梅田事件がある。このときの被告も殺人の実行犯に仕立て上げられ無期懲役となるも逮捕から34年後に再審無罪判決を得た。他にも八海事件（犯人の偽証によって主犯に仕立て上げられた被告が2度の差し戻しを経て三度の死刑判決を受けるも、最高裁で無罪判決。）、山中事件がある。